# Coldeportes
O Departamento Administrativo do Desporto, a Recreação, a Actividade Física e o Aproveitamento do Tempo Livre (Coldeportes), é a entidade governamental que regula o desporto na Colômbia.
O Departamento Administrativo do Desporto, a Recreação, a Actividade Física e o Aproveitamento do Tempo Livre (Coldeportes)  foi criado mediante o Decreto 2743 de 6 de novembro de 1968 e fundada pelo presidente Carlos Lleras Restrepo. O seu director actual é Ernesto Lucena Barrero.

## Funções
Coldeportes tem baixo o seu cargo o controle sobre as federações desportivas colombianas, além de fomentar o desenvolvimento da educação física e o desporto no país. Do mesmo modo, Coldeportes organiza a cada quatro anos os Jogos Desportivos Nacionais, nos quais se realiza uma eliminatória departamental, onde se seleccionam os melhores desportistas para representar a cada departamento e competir contra os demais departamentos da Colômbia.